# Письмовник
Письмо́вники — сборники разнородных официальных бумаг и частных писем (на позднем этапе), выполнявшие, в числе прочих, функции справочного характера, регламентировавшие оформление различных государственных и приватных документов по двум основным параметрам:
- общий строй делопроизводственной канцелярии — по части их юридических и административных составов и структур;
- этикетные нормы частных, служебных и деловых бумаг в традициях этнокультурного и сословного декорума (то есть по части благопристойности и приличий).

Письмовники происходили непосредственно от формулярников. Использовались для составления прошений, деловых бумаг, контрактов, аттестаций, расписок и так далее — при делопроизводстве и в частно-служебной переписке. Распространение грамотности, значительно отражающее распространение литературного образования, обусловливает появление особых сборников образцов эпистолярного стиля, так называемых письмовников, например Письмовник Курганова и так далее. 
В Западной Европе существовали с раннего Средневековья. В России получили распространение в конце XV века. Письмовники или сборники образцов писем на древнееврейском языке и жаргоне стали издаваться уже с XVI века. С начала XVIII века в служебном обиходе получили наименование «Пособия по письмоводству».
Являются ценными источниками в гуманитарных фундаментальных и прикладных дисциплинах: истории, филологии, литературоведении, генеалогии, эпистолографии, геральдике и дипломатике.